# Julius Kollmann

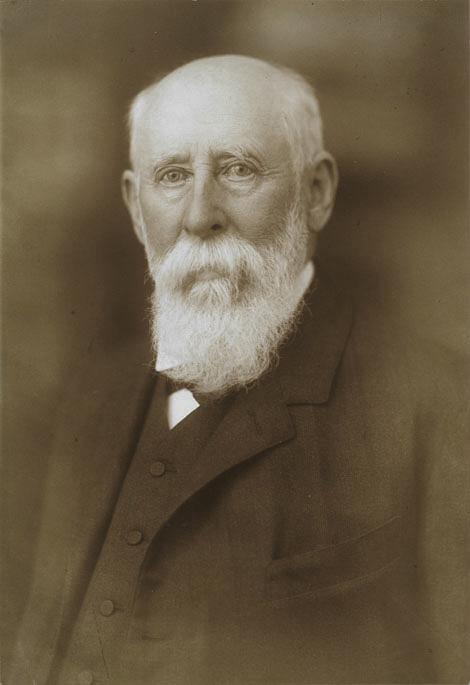
Julius Kollmann

Julius Kollmann (* 24. Februar 1834 in Holzheim (bei Dillingen an der Donau); † 24. Juni 1918 in Basel) war ein deutscher Zoologe, Anthropologe und Anatom.

## Leben
Kollmann studierte an der Ludwig-Maximilians-Universität München (LMU) Medizin. Er wurde 1853 Mitglied des Corps Suevia München und zeichnete sich zweimal als Consenior aus. An der LMU war er Privatdozent (1862) und a.o. Professor (1870). Die Universität Basel berief ihn 1878 auf ihren Lehrstuhl für Anatomie. Er publizierte zur Entwicklung der Zähne, zum Bindegewebe (hauptsächlich der Wirbellosen, wie z. B. Weichtiere) und zur Entstehung des Blutes. In weiteren Werken befasste er sich mit verschiedenen europäischen Volksgruppen. Kollmann verfasste Lehrbücher über Anatomie und Entwicklungsgeschichte. Er beschrieb ein europäisches Zwergenvolk aus vorhistorischer Zeit. 1882 wurde er in die Deutsche Akademie der Naturforscher Leopoldina gewählt. 1888 wurde er zum Rektor der Universität Basel gewählt.

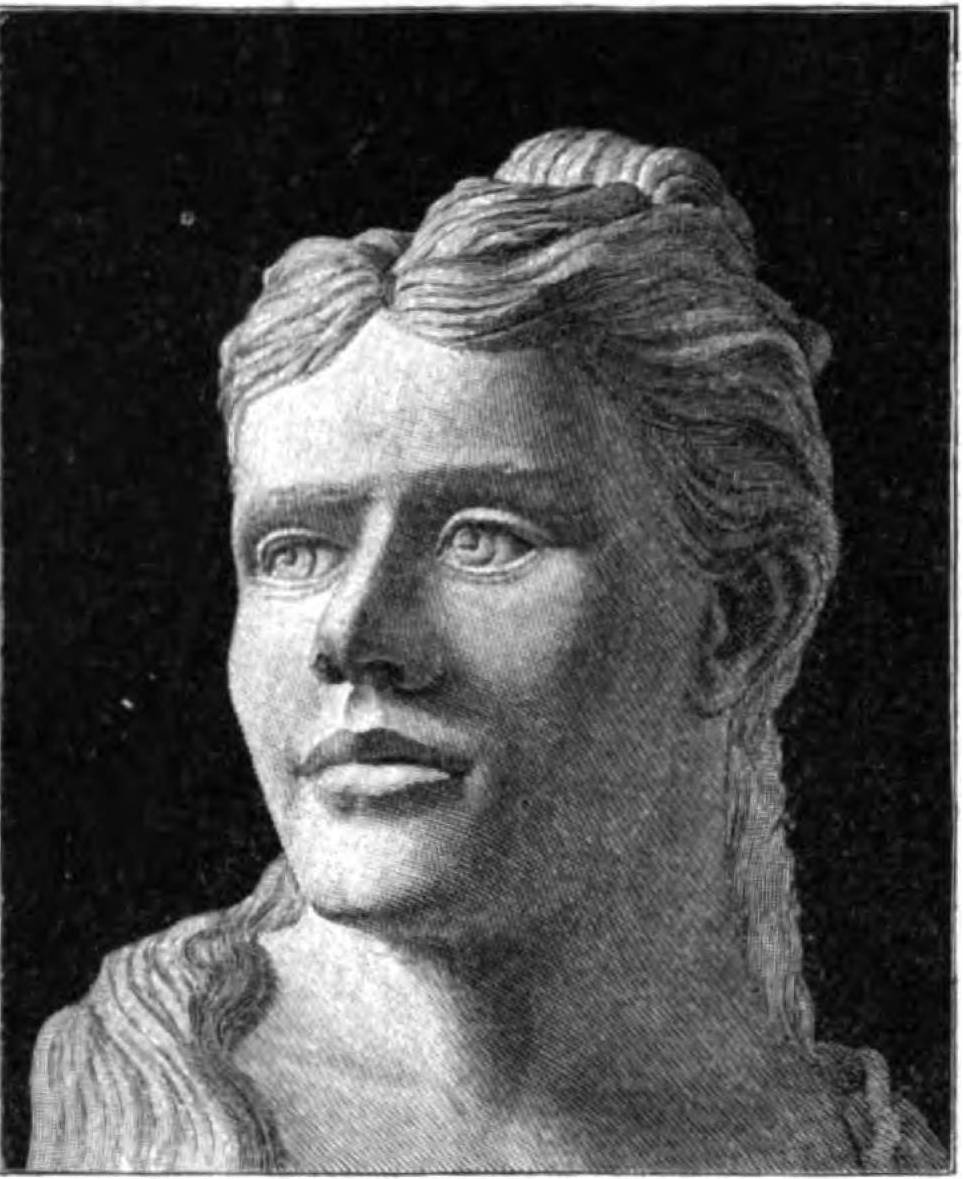
Die „Frau von Auvernier“, in: Die Gartenlaube, 1899, S. 30

In Basel formulierte er auf Basis von Schädelfunden aus Auvernier Vermutungen über das Aussehen der ersten auf dem Gebiet der heutigen Schweiz lebenden Menschen. Auf diese Weise entstand 1900 die Büste der «Dame von Auvernier» (heute im Naturhistorischen Museum Basel). Auch wenn die Büste keinen Aufschluss über die Hautfarbe gab, hatte die Frau Ähnlichkeit mit einer Schwarzen, was eine Kontroverse auslöste. Bundesrat Karl Schenk verteidige die «Dame von Auvernier».
Kollmanns Sohn Emil wurde Landwirt. Er bildete sich in der Romandie, in Ostpreußen und in Südafrika aus. 1902 heiratete er Carla Widmann, die Tochter von Josef Widmann und seiner Ehefrau Josepha geb. Hirnbein. Auf diese Weise gelangte ein Großteil des einstigen Besitzes Carl Hirnbeins in die Hände der Familie Kollmann, da sowohl Carl Hirnbeins Sohn Johann Baptist als auch seine Enkelin Hedwig aus der ersten Ehe Josephas mit Dr. Julius Lingg früh starben. Emil Kollmanns Enkel Horst Kollmann pflegt das Familienarchiv.

## Ehrungen
Er war Dr. phil. h. c. der Universität Dublin und Dr. med. h. c. der Universität Genf.

## Schriften
- Ueber den Verlauf des Lungenmagennerven in der Bauchhöhle. In: Zeitschrift für wissenschaftliche Zoologie. Band 10, Leipzig 1860, S. [413]–448.
- Entwicklung der Adergeflechte. Ein Beitrag zur Entwicklungsgeschichte des Gehirnes. (Habil.) Wilhelm Eugelmann, Leipzig 1861 (archive.org).
- mit Theodor von Hessling und Joseph Albert: Atlas der allgemeinen thierischen Gewebelehre. 1861/62.
- Mechanik des menschlichen Körpers. R. Oldenbourg, München 1874 (archive.org).
- Les races de l’Europe et la composition des peuples, 1881.
- Plastische Anatomie des menschlichen Körpers. Ein Handbuch für Künstler und Kunstfreunde. Von Veit & Comp., Leipzig 1886 (archive.org). 4., unveränderte Auflage (Plastische Anatomie des menschlichen Körpers für Künstler und Freunde der Kunst): Walter de Gruyter & Co., Berlin 1928.
- Lehrbuch der Entwickelungsgeschichte des Menschen. Gustav Fischer, Jena 1898 (archive.org).
- Handatlas der Entwicklungsgeschichte des Menschen. Gustav Fischer, 2 Bände, Jena 1907 (archive.org und archive.org).